# Remisija
Remisija ili zazdravljenje je stanje odsutnosti ili smanjenja aktivnosti bolesti ili prolazno popuštanje ili smanjenje nekih znakova i simptoma bolesti kod pacijenata koji imaju poznatu hroničnu bolest, poput reume ili zloćudnih bolesti. Prema tome remisija može biti delimična ili potpunom.

## Osnovne informacije
Svaka bolest, vrsta poremećaja ili kliničko ispitivanje mogu imati svoju definisanu delimičnu remisiju. Na primer, delimična remisija raka može se definisati kao smanjenje promena od 50% ili više proceneta u merljivim parametrima rasta raka što se može naći na fizičkom pregledu, radiološkim testovima ili nivoima biomarkera iz testa krvi ili mokraće.
Potpuna remisija, koja se naziva i puna remisija, je potpuni nestanak znakova i simptoma bolesti. Osoba čije je stanje u potpunoj remisiji može se smatrati izlečenom ili oporavljenom. U lečenju raka, onkolozi obično izbegavaju termin „izlečen“ i umesto toga preferiraju termin „bez dokaza bolesti“, koji se odnosi na potpunu remisiju raka, što ne isključuje mogućnost recidiva.
Relaps je termin koji opisuje vraćanje simptoma bolesti nakon perioda remisije (npr. relaps kod multiple skleroze).  
Kod mentalnih poremećaja generalno ne postoji razlika između delimične i potpune remisije. Na primer, osoba kojoj je dijagnostikovan poremećaj ličnosti mora u početku odgovarati skupu ili podskupu kriterijuma sa unapred definisane liste, a remisija se u ovom kontekstu definiše kao stanje u kome pacijent više ne ispunjava kriterijume potrebne za dijagnozu. U ovom slučaju i dalje je moguće da osoba pokazuje neke simptome, ali oni su subkliničke težine ili učestalosti koja ne zaslužuje ponovnu dijagnozu.
Za neke bolesti koje karakterišu remisiju, posebno za one za koje nije poznat lek, kao što je multipla skleroza, podrazumeva se da je remisija uvek delimična.

## Spoljašnje veze
|  | Molimo Vas, obratite pažnju na važno upozorenje u vezi sa temama iz oblasti medicine (zdravlja). |